# 笹川敏幸
笹川 敏幸（ささがわ としゆき、1962年2月1日 - ）は日本の作曲家、ゲームクリエイター、スピリチュアルカウンセラー。

## 略歴
北海道函館市出身。函館ラ・サール高等学校卒業。
1983年、21歳のときに北海道教育大学函館校を中退し、札幌市に移ってハドソンにプログラマーとして入社。ゲームの開発業務を行っていたが、音楽が得意である事から次第にサウンドの方へと転向する。
1986年に代表作とも言える『迷宮組曲 ミロンの大冒険』を発売。開発における殆どのセクションを自らこなし、独自の世界観を構築した。
その後は主にサウンド面のプロデュースを担当した他、『天外魔境ZERO』『天外魔境 第四の黙示録』では作曲を担当し、同社のゲーム開発を支える。
2001年、ハドソンを退社。独自の音楽活動をすると同時に、かねてからの神秘体験をきっかけにスピリチュアルカウンセラーとしての活動も開始する。
現在は様々な職種への楽曲提供を主な活動としていて、ゲーム業界との接点はないらしい。

## 人物
- ハドソンのボンバーマンシリーズタイトルに多くの楽曲を提供していた竹間淳を「僕達の依頼に応じて、いつも素晴らしい「メロ」を書いてくれた。おしげもなく、自分のもてる精神力を注ぎ込んで、それはそれは心に残るメロを提供してくださった。おかげで、ゲームも売れた。けっして音楽が全てではないけれど、その付加的な要素としてはとても大きい比重を占めているはずです。スタッフは代わる、デザインも代わる、でもBGMはずっと代わらなかったんです。ボンバーマンシリーズのメインテーマとなるメロはずっとずっと受け継がれていく事になりました。（中略）ゲーム音楽に、顔のあるメロを書いてくれる作家は実は、ほとんどいないんです。誰もそこまで「心」を割いてくれない。そういった意味でいえば、僕達に音楽の心を教えてくれた初めての人が竹間さんだったんです。」と評価しており、彼女が作曲を担当したタイトルの中でも『ドレミファンタジー ～ミロンのドキドキ大冒険～』の楽曲を特に高く評価している[4]。また、竹間のことを「作曲家として、顔のあるメロを産み出していく事の苦悩も、その課程も、かくさず見せてくれた人」とし、「おかげで『天外魔境ZERO』『天外魔境 第四の黙示録』で作曲を担当する決意ができたと思いますし、私自身のゲーム音楽の原体験には、竹間さんの「姿勢」が強く刻みこまれているのです。」と語っている。

## 作品
- 迷宮組曲 ミロンの大冒険 - ゲームコンセプト、シナリオ、キャラクターデザイン、プログラム、サウンドプログラム、効果音[5]

### 作曲
- 天外魔境ZERO - （天神・水貴のテーマ及びゲーム中のカラオケ楽曲を除く）
- 未来（あした）の太陽
  - 作詞：原真弓、歌：清水美幸
  - 「天外魔境ZERO」のヒガンのテーマをモチーフとした楽曲。CD「ミュージカル天外魔境夢まつり」に収録。
- 天外魔境 第四の黙示録 - 劇中歌を含め、ゲーム中のすべての曲を作曲。（以下劇中歌）
  - 冒険の数だけ
    - 作詞：長山豊、歌：桜井智、編曲：根岸貴幸

  - We want candy（We Want Candy）
    - 作詞：長山豊、歌：野上ゆかな、編曲：岸村正実

  - Gロボ GET GLORY（Get! Glory!）
    - 作詞：長山豊、歌：影山ヒロノブ、編曲：根岸貴幸

  - デブ礼賛
    - 作詞：長山豊、歌：曽我町子、編曲：多田彰文

  - TVはなんでも知っている
    - 作詞：長山豊、歌：神代知衣、編曲：宮崎慎二

  - 暗黒だよ！ おっかさん（むかしばなし）
    - 作詞：長山豊、歌：神代知衣、編曲：宮崎慎二

  - 二人のHAPPY END
    - 作詞：広井王子・長山豊、歌：桜井智、編曲：多田彰文

### プログラム
- ボンバーキング

### サウンド関連
- カトちゃんケンちゃん
- チャレンジャー - サウンドプログラム、サブグラフィック
- イースI・II（PCエンジン）
- コブラ 黒竜王の伝説
- 天外魔境 ZIRIA - スーパーバイザー
- ブレイクイン（PCエンジン） - サウンドディレクション
- うる星やつら STAY WITH YOU - 音楽ディレクター
- スーパースターソルジャー
- イースIII（PCエンジン版） - サウンドディレクション
- スターパロジャー - サウンドプロデューサー
- 天外魔境 風雲カブキ伝 - 音屋番頭
- イースIV The Dawn of Ys - 音楽監修
- スーパーボンバーマン2 - サウンドプロデューサー
- 超原人 - サウンドプロデューサー
- TEAM INNOCENT -The Point of No Return- - サウンドプロデューサー
- 天外魔境 電脳絡繰格闘伝 - サウンドプロデューサー
- ドレミファンタジー ～ミロンのドキドキ大冒険～ - サウンドプロデューサー
- マリオパーティ2 - サウンドアドバイザー

### プロデュース
- SUPER BOMBERMAN 3 Original Sound Track
- 天外魔境ZERO デジタルリミックス - 作曲、プロデューサー。
- 天外魔境 第四の黙示録 ヴォーカル・セレクション - 作曲、コ・プロデューサー。
- 天外魔境 第四の黙示録 オリジナル・サウンド・トラック - 作曲、プロデューサー。
- "BOMBERMAN HERO" Original Sound Track
- プラネット・ドブ（PLANET DOB） - 総合プロデュース。

## 関連記事
- ハドソン
- ゲーム音楽の作曲家一覧